# Liste der Bodendenkmäler in Eichendorf
Auf dieser Seite sind die Bodendenkmäler in dem niederbayerischen Markt Eichendorf zusammengestellt. Diese Tabelle ist eine Teilliste der Liste der Bodendenkmäler in Bayern. Grundlage ist die Bayerische Denkmalliste, die auf Basis des Bayerischen Denkmalschutzgesetzes vom 1. Oktober 1973 erstmals erstellt wurde und seither durch das Bayerische Landesamt für Denkmalpflege geführt wird. Die folgenden Angaben ersetzen nicht die rechtsverbindliche Auskunft der Denkmalschutzbehörde.

## Bodendenkmäler in Eichendorf
| Lage       | Objekt | Akten-Nr.     | Bild |
| ---------- | --- | ------------- | ---- |
| (Standort) | Siedlung vor- und frühgeschichtlicher Zeitstellung. | D-2-7342-0068 |      |
| (Standort) | Siedlung der Gruppe Oberlauterbach sowie der Bronze- und Hallstattzeit. | D-2-7342-0069 |      |
| (Standort) | Verebnetes Grabenwerk vor- und frühgeschichtlicher Zeitstellung. Siedlung der Linearund Stichbandkeramik, der Gruppe Oberlauterbach, der Münchshöfener und Altheimer Gruppe, der Bronze-, Urnenfelder-, Hallstatt-, Latène- und römischen Kaiserzeit sowie des frühen Mittelalters. | D-2-7342-0070 |      |
| (Standort) | Verebneter Kreisgraben, wohl eines vorgeschichtlichen Grabhügels, und verebnetes Grabenwerk der Hallstattzeit. Siedlung der Linear- und Stichbandkeramik, der Gruppe Oberlauterbach, der Münchshöfener und Altheimer Gruppe, der Bronze-, Urnenfelder-, Hallstatt- und Latènezeit. Bestattungsplatz der Linearbandkeramik, des Endneolithikums (Glockenbecherkultur), der mittleren Bronzezeit und des frühen Mittelalters (Reihengräberfriedhof). | D-2-7342-0071 |      |
| (Standort) | Siedlung der Latènezeit. | D-2-7342-0072 |      |
| (Standort) | Siedlung der Linear- und Stichbandkeramik sowie der Münchshöfener Gruppe. | D-2-7342-0073 |      |
| (Standort) | Siedlung der Linear- und Stichbandkeramik, der Münchshöfener Gruppe sowie der Urnenfelder- und Latènezeit. | D-2-7342-0074 |      |
| (Standort) | Grabhügel vorgeschichtlicher Zeitstellung. | D-2-7342-0075 |      |
| (Standort) | Grabhügel vorgeschichtlicher Zeitstellung. | D-2-7342-0076 |      |
| (Standort) | Ebenerdiger Ansitz des Mittelalters. | D-2-7342-0077 |      |
| (Standort) | Verebnetes viereckiges Grabenwerk vor- und frühgeschichtlicher Zeitstellung. Siedlung der Linearbandkeramik, des Mittelneolithikums, der Münchshöfener Gruppe sowie der Hallstatt- und mittleren bis späten Latènezeit. | D-2-7342-0079 |      |
| (Standort) | Siedlung vorgeschichtlicher Zeitstellung, u. a. der Gruppe Oberlauterbach und der Münchshöfener Gruppe. | D-2-7342-0080 |      |
| (Standort) | Abschnittsbefestigung vor- und frühgeschichtlicher Zeitstellung. | D-2-7342-0081 |      |
| (Standort) | Grabhügel vorgeschichtlicher Zeitstellung. | D-2-7342-0082 |      |
| (Standort) | Siedlung vorgeschichtlicher Zeitstellung. | D-2-7342-0084 |      |
| (Standort) | Verebneter Burgstall des Mittelalters. | D-2-7342-0085 |      |
| (Standort) | Siedlung der Latènezeit. | D-2-7342-0094 |      |
| (Standort) | Siedlung der Münchshöfener Gruppe und der Hallstattzeit. | D-2-7342-0095 |      |
| (Standort) | Siedlung der Linearbandkeramik und der Münchshöfener Gruppe. | D-2-7342-0096 |      |
| (Standort) | Siedlung der Bronzezeit. | D-2-7342-0097 |      |
| (Standort) | Siedlung der Bronzezeit. | D-2-7342-0098 |      |
| (Standort) | Siedlung der mittleren Latènezeit. | D-2-7342-0099 |      |
| (Standort) | Siedlung der Stichbandkeramik, der Gruppe Oberlauterbach und der Münchshöfener Gruppe. | D-2-7342-0100 |      |
| (Standort) | Siedlung der Linear- und Stichbandkeramik, der Gruppe Oberlauterbach, der Münchshöfener und Altheimer Gruppe, der Bronze-, Urnenfelder-, Latène- und römischen Kaiserzeit. | D-2-7342-0101 |      |
| (Standort) | Siedlung der Gruppe Oberlauterbach sowie der Bronze-, Hallstatt- und Latènezeit. | D-2-7342-0102 |      |
| (Standort) | Verebnete Grabenwerke vor- und frühgeschichtlicher Zeitstellung. Siedlung der Linear- und Stichbandkeramik, der Gruppe Oberlauterbach, der Münchshöfener Gruppe, der Bronze- und Urnenfelderzeit sowie der frühen und späten Latènezeit. Bestattungsplatz der frühen Bronzezeit. | D-2-7342-0103 |      |
| (Standort) | Siedlung der Hallstattzeit und der römischen Kaiserzeit. | D-2-7342-0104 |      |
| (Standort) | Verebnetes viereckiges Grabenwerk vor- und frühgeschichtlicher Zeitstellung und Siedlung der Urnenfelderzeit. | D-2-7342-0105 |      |
| (Standort) | Siedlung vorgeschichtlicher Zeitstellung. | D-2-7342-0106 |      |
| (Standort) | Siedlung des Neolithikums, u. a. der Münchshöfener Gruppe. | D-2-7342-0107 |      |
| (Standort) | Siedlung der Stichbandkeramik, der Gruppe Oberlauterbach und der Münchshöfener Gruppe sowie der frühen bis mittleren Bronzezeit. | D-2-7342-0108 |      |
| (Standort) | Siedlung der Stichbandkeramik und der Gruppe Oberlauterbach sowie der frühen bzw. mittleren Bronzezeit. | D-2-7342-0109 |      |
| (Standort) | Siedlung der mittleren Bronze- und der Hallstattzeit. | D-2-7342-0110 |      |
| (Standort) | Verebnetes Grabenwerk vorgeschichtlicher Zeitstellung und Siedlung des Neolithikums, u. a. der Altheimer Gruppe, sowie der Bronzezeit. | D-2-7342-0111 |      |
| (Standort) | Siedlung vor- und frühgeschichtlicher Zeitstellung. | D-2-7342-0112 |      |
| (Standort) | Siedlung vorgeschichtlicher Zeitstellung. | D-2-7342-0114 |      |
| (Standort) | Siedlung der Gruppe Oberlauterbach und der Münchshöfener Gruppe. | D-2-7342-0115 |      |
| (Standort) | Siedlung vor- und frühgeschichtlicher Zeitstellung. | D-2-7342-0193 |      |
| (Standort) | Siedlung des Neolithikums. | D-2-7342-0195 |      |
| (Standort) | Frühmittelalterliche Reihengräber. | D-2-7342-0196 |      |
| (Standort) | Siedlung vor- und frühgeschichtlicher Zeitstellung. | D-2-7342-0197 |      |
| (Standort) | Siedlung vor- und frühgeschichtlicher Zeitstellung. | D-2-7342-0198 |      |
| (Standort) | Siedlung des Neolithikums. | D-2-7342-0199 |      |
| (Standort) | Siedlung vor- und frühgeschichtlicher Zeitstellung. | D-2-7342-0201 |      |
| (Standort) | Siedlung vor- und frühgeschichtlicher Zeitstellung und verebnete vorgeschichtliche Grabhügel. | D-2-7342-0202 |      |
| (Standort) | Burgstall des Mittelalters. | D-2-7342-0227 |      |
| (Standort) | Siedlung der Linear- und Stichbandkeramik, der Münchshöfener Gruppe und der frühen bis mittleren Latènezeit. | D-2-7342-0228 |      |
| (Standort) | Siedlung der Stichbandkeramik sowie der Bronze- und Urnenfelderzeit. | D-2-7342-0229 |      |
| (Standort) | Siedlung der Münchshöfener Gruppe. | D-2-7342-0230 |      |
| (Standort) | Siedlung der Linear- und Stichbandkeramik sowie der Münchshöfener Gruppe. | D-2-7342-0231 |      |
| (Standort) | Siedlung der Urnenfelderzeit. | D-2-7342-0232 |      |
| (Standort) | Siedlung der Bronzezeit. | D-2-7342-0237 |      |
| (Standort) | Siedlung der Münchshöfener Gruppe, der Latènezeit und des frühen Mittelalters. | D-2-7342-0259 |      |
| (Standort) | Siedlung des Neolithikums. | D-2-7342-0260 |      |
| (Standort) | Siedlung vor- und frühgeschichtlicher Zeitstellung. | D-2-7342-0261 |      |
| (Standort) | Siedlung vor- und frühgeschichtlicher Zeitstellung. | D-2-7342-0262 |      |
| (Standort) | Verebnete Grabhügel vorgeschichtlicher Zeitstellung. | D-2-7342-0263 |      |
| (Standort) | Siedlung vor- und frühgeschichtlicher Zeitstellung. | D-2-7342-0264 |      |
| (Standort) | Verebnete vorgeschichtliche Grabhügel und Siedlung vor- und frühgeschichtlicher Zeitstellung. | D-2-7342-0265 |      |
| (Standort) | Verebnete Grabhügel vorgeschichtlicher Zeitstellung. | D-2-7342-0266 |      |
| (Standort) | Verebnete Grabhügel vorgeschichtlicher Zeitstellung. | D-2-7342-0267 |      |
| (Standort) | Verebnetes Teilstück einer Straße vor- und frühgeschichtlicher Zeitstellung, wohl der römischen Kaiserzeit. | D-2-7342-0268 |      |
| (Standort) | Siedlung vorgeschichtlicher Zeitstellung. | D-2-7342-0270 |      |
| (Standort) | Siedlung vor- und frühgeschichtlicher Zeitstellung. | D-2-7342-0271 |      |
| (Standort) | Siedlung vor- und frühgeschichtlicher Zeitstellung. | D-2-7342-0272 |      |
| (Standort) | Verebnete Grabhügel vorgeschichtlicher Zeitstellung. | D-2-7342-0273 |      |
| (Standort) | Siedlung vor- und frühgeschichtlicher Zeitstellung. | D-2-7342-0274 |      |
| (Standort) | Verebnete Grabhügel vorgeschichtlicher Zeitstellung. | D-2-7342-0275 |      |
| (Standort) | Siedlung vor- und frühgeschichtlicher Zeitstellung. | D-2-7342-0276 |      |
| (Standort) | Siedlung vor- und frühgeschichtlicher Zeitstellung. | D-2-7342-0277 |      |
| (Standort) | Siedlung vor- und frühgeschichtlicher Zeitstellung. | D-2-7342-0278 |      |
| (Standort) | Siedlung vor- und frühgeschichtlicher Zeitstellung. | D-2-7342-0279 |      |
| (Standort) | Verebnete Grabhügel vorgeschichtlicher Zeitstellung. | D-2-7342-0281 |      |
| (Standort) | Verebnete Grabhügel vorgeschichtlicher Zeitstellung. | D-2-7342-0282 |      |
| (Standort) | Siedlung vor- und frühgeschichtlicher Zeitstellung. | D-2-7342-0283 |      |
| (Standort) | Siedlung vor- und frühgeschichtlicher Zeitstellung. | D-2-7342-0284 |      |
| (Standort) | Siedlung der Münchshöfener Gruppe und der Bronze- oder Urnenfelderzeit. | D-2-7342-0285 |      |
| (Standort) | Siedlung der Bronze- oder Urnenfelderzeit. | D-2-7342-0286 |      |
| (Standort) | Siedlung vor- und frühgeschichtlicher Zeitstellung und verebnete vorgeschichtliche Grabhügel. | D-2-7342-0287 |      |
| (Standort) | Verebnete Grabhügel vorgeschichtlicher Zeitstellung. | D-2-7342-0332 |      |
| (Standort) | Verebnete vorgeschichtliche Grabhügel und Siedlung vor- und frühgeschichtlicher Zeitstellung. | D-2-7342-0435 |      |
| (Standort) | Verebnetes vorgeschichtliches Grabenwerk und Siedlung vor- und frühgeschichtlicher Zeitstellung. | D-2-7342-0439 |      |
| (Standort) | Siedlung vorgeschichtlicher Zeitstellung. | D-2-7342-0453 |      |
| (Standort) | Siedlung der Linear- und Stichbandkeramik, der Münchshöfener und Altheimer Gruppe, der Glockenbecherkultur, der frühen und mittleren Bronzezeit, der Urnenfelder- und frühen Latènezeit. Bestattungsplatz der Münchshöfener Gruppe. | D-2-7342-0463 |      |
| (Standort) | Untertägige Befunde des Mittelalters und der frühen Neuzeit im Bereich der katholischen Kirche St. Jakobus der Ältere mit zugehörigem, ummauerten Friedhof in Indersbach, darunter die Spuren von Vorgängerbauten bzw. älteren Bauphasen. | D-2-7342-0466 |      |
| (Standort) | Untertägige Befunde des Mittelalters und der frühen Neuzeit im Bereich der katholischen Kirche St. Peter und Paul in Paßhausen, darunter die Spuren von Vorgängerbauten bzw. älteren Bauphasen. | D-2-7342-0468 |      |
| (Standort) | Untertägige Befunde des Mittelalters und der frühen Neuzeit im Bereich der katholischen Kirche St. Leonhard in Rengersdorf, darunter die Spuren von Vorgängerbauten bzw. älteren Bauphasen. | D-2-7342-0470 |      |
| (Standort) | Untertägige Befunde des Mittelalters und der frühen Neuzeit im Bereich der katholischen Pfarrkirche St. Michael mit zugehörigem, ummauerten Friedhof in Aufhausen, darunter die Spuren von Vorgängerbauten bzw. älteren Bauphasen. | D-2-7342-0472 |      |
| (Standort) | Untertägige Befunde des mittelalterlichen Adelssitzes „Mülberg“. | D-2-7342-0473 |      |
| (Standort) | Untertägige Befunde des Mittelalters und der frühen Neuzeit im Bereich der katholischen Pfarrkirche St. Wolfgang, ehem. Schlosskapelle, in Exing, darunter die Spuren von Vorgängerbauten bzw. älteren Bauphasen. | D-2-7342-0475 |      |
| (Standort) | Untertägige Befunde des Mittelalters und der frühen Neuzeit im Bereich der katholischen Kirche Mariä Empfängnis mit zugehörigem, ummauerten Friedhof in Lappersdorf, darunter die Spuren von Vorgängerbauten bzw. älteren Bauphasen. | D-2-7342-0477 |      |
| (Standort) | Untertägige Befunde des Mittelalters und der frühen Neuzeit im Bereich der katholischen Kirche St. Jakobus der Ältere mit zugehörigem, ummauerten Friedhof in Rannersdorf, darunter die Spuren von Vorgängerbauten bzw. älteren Bauphasen. | D-2-7342-0479 |      |
| (Standort) | Untertägige Befunde des Mittelalters und der frühen Neuzeit im Bereich der katholischen Kirche St. Vitus in Thomasbach, darunter die Spuren von Vorgängerbauten bzw. älteren Bauphasen. | D-2-7342-0481 |      |
| (Standort) | Untertägige Befunde des Mittelalters und der frühen Neuzeit im Bereich der katholischen Kirche St. Georg mit zugehörigem, aufgelassenen Friedhof in Ganackersberg, darunter die Spuren von Vorgängerbauten bzw. älteren Bauphasen. | D-2-7342-0483 |      |
| (Standort) | Untertägige Befunde des Mittelalters und der frühen Neuzeit im Bereich der katholischen Kirche St. Salvator in Haid, darunter die Spuren von Vorgängerbauten bzw. älteren Bauphasen. | D-2-7342-0485 |      |
| (Standort) | Untertägige Befunde des Mittelalters und der frühen Neuzeit im Bereich der katholischen Kirche St. Martin mit zugehörigem, ummauerten Friedhof in Prunn, darunter die Spuren von Vorgängerbauten bzw. älteren Bauphasen. | D-2-7342-0489 |      |
| (Standort) | Untertägige Befunde der frühen Neuzeit im Bereich der katholischen Kirche St. Nikolaus in Wannersdorf. | D-2-7342-0491 |      |
| (Standort) | Verebnete Grabenwerke und Siedlung vor- und frühgeschichtlicher Zeitstellung. | D-2-7343-0001 |      |
| (Standort) | Grabhügel vorgeschichtlicher Zeitstellung, u. a. der Hallstattzeit. | D-2-7343-0002 |      |
| (Standort) | Grabhügel vorgeschichtlicher Zeitstellung. | D-2-7343-0003 |      |
| (Standort) | Grabhügel vorgeschichtlicher Zeitstellung. | D-2-7343-0004 |      |
| (Standort) | Burgstall des Mittelalters und der frühen Neuzeit. | D-2-7343-0005 |      |
| (Standort) | Verebnete Viereckschanze der späten Latènezeit. | D-2-7343-0006 |      |
| (Standort) | Verebnete Grabhügel vorgeschichtlicher Zeitstellung. | D-2-7343-0007 |      |
| (Standort) | Verebneter Grabhügel vorgeschichtlicher Zeitstellung. | D-2-7343-0008 |      |
| (Standort) | Grabhügel vorgeschichtlicher Zeitstellung. | D-2-7343-0009 |      |
| (Standort) | Verebnete Viereckschanze der späten Latènezeit. | D-2-7343-0010 |      |
| (Standort) | Verebnete Grabhügel vorgeschichtlicher Zeitstellung, u. a. der Hallstattzeit. | D-2-7343-0011 |      |
| (Standort) | Turmhügel des Mittelalters mit zugehörigem Vorburgareal. Untertägige Befunde des Mittelalters und der frühen Neuzeit im Bereich der katholischen Kirche St. Martin bei Hütt mit zugehörigem, aufgelassenen Friedhof, darunter die Spuren von Vorgängerbauten bzw. älteren Bauphasen. | D-2-7343-0012 |      |
| (Standort) | Verebnete Grabhügel vorgeschichtlicher Zeitstellung. | D-2-7343-0013 |      |
| (Standort) | Verebnete Grabhügel vorgeschichtlicher Zeitstellung. | D-2-7343-0014 |      |
| (Standort) | Verebnete Grabhügel vorgeschichtlicher Zeitstellung mit Kreisgräben. | D-2-7343-0015 |      |
| (Standort) | Verebnete Grabhügel vorgeschichtlicher Zeitstellung und Siedlung des Neolithikums, u. a. der Stichbandkeramik, sowie der Metallzeiten. | D-2-7343-0016 |      |
| (Standort) | Siedlung vor- und frühgeschichtlicher Zeitstellung. | D-2-7343-0017 |      |
| (Standort) | Siedlung der Bronze- bzw. Urnenfelderzeit. | D-2-7343-0018 |      |
| (Standort) | Grabhügel vorgeschichtlicher Zeitstellung. | D-2-7343-0020 |      |
| (Standort) | Siedlung der Bronze- und Urnenfelder- bzw. Hallstattzeit. | D-2-7343-0021 |      |
| (Standort) | Siedlung der Linearbandkeramik. | D-2-7343-0022 |      |
| (Standort) | Siedlung der Linear- und Stichbandkeramik, der Gruppe Oberlauterbach, der Münchshöfener und der Badener Kultur, der Schnurkeramik, der Bronze-, Urnenfelder-, Hallstatt- und Latènezeit sowie des frühen Mittelalters. | D-2-7343-0023 |      |
| (Standort) | Grabhügel vorgeschichtlicher Zeitstellung. | D-2-7343-0024 |      |
| (Standort) | Siedlung der Münchshöfener Gruppe. | D-2-7343-0025 |      |
| (Standort) | Siedlung vor- und frühgeschichtlicher Zeitstellung. | D-2-7343-0026 |      |
| (Standort) | Siedlung vor- und frühgeschichtlicher Zeitstellung. | D-2-7343-0028 |      |
| (Standort) | Siedlung vor- und frühgeschichtlicher Zeitstellung. | D-2-7343-0029 |      |
| (Standort) | Siedlung der Bronze- und der Urnenfelderzeit. | D-2-7343-0030 |      |
| (Standort) | Siedlung vor- und frühgeschichtlicher Zeitstellung. | D-2-7343-0031 |      |
| (Standort) | Verebneter vorgeschichtlicher Grabhügel und Siedlung vor- und frühgeschichtlicher Zeitstellung. | D-2-7343-0032 |      |
| (Standort) | Grabhügel vorgeschichtlicher Zeitstellung. | D-2-7343-0034 |      |
| (Standort) | Grabhügel vorgeschichtlicher Zeitstellung. | D-2-7343-0035 |      |
| (Standort) | Verebnetes, annähernd ovales Grabenwerk vor- und frühgeschichtlicher Zeitstellung. | D-2-7343-0037 |      |
| (Standort) | Siedlung der Linearbandkeramik und der Münchshöfener Gruppe. | D-2-7343-0038 |      |
| (Standort) | Siedlung der Linearbandkeramik, des Mittelneolithikums, der Bronze- bzw. Urnenfelderzeit, der Hallstatt- und Latènezeit sowie des frühen Mittelalters. | D-2-7343-0039 |      |
| (Standort) | Siedlung der Linearbandkeramik sowie der Münchshöfener und Altheimer Gruppe. | D-2-7343-0040 |      |
| (Standort) | Siedlung der Altheimer Gruppe. | D-2-7343-0041 |      |
| (Standort) | Siedlung vorgeschichtlicher Zeitstellung. | D-2-7343-0042 |      |
| (Standort) | Siedlung der Linear- und Stichbandkeramik, der Gruppe Oberlauterbach, der Bronze-, Urnenfelder-, Hallstatt- und Latènezeit. | D-2-7343-0043 |      |
| (Standort) | Siedlung der frühen Latènezeit. | D-2-7343-0044 |      |
| (Standort) | Burgstall des Mittelalters. | D-2-7343-0045 |      |
| (Standort) | Grabhügel vorgeschichtlicher Zeitstellung. | D-2-7343-0046 |      |
| (Standort) | Verebneter Grabhügel vorgeschichtlicher Zeitstellung. | D-2-7343-0047 |      |
| (Standort) | Turmhügel des Mittelalters. | D-2-7343-0048 |      |
| (Standort) | Siedlung der Münchshöfener Gruppe. | D-2-7343-0049 |      |
| (Standort) | Bestattungsplatz und Siedlung der Urnenfelderzeit. Siedlung der Bronze- und Hallstattzeit. | D-2-7343-0050 |      |
| (Standort) | Siedlung der mittleren Latènezeit. | D-2-7343-0052 |      |
| (Standort) | Siedlung der Altheimer Gruppe, der Bronze- bzw. Urnenfelderzeit und der mittleren Latènezeit. | D-2-7343-0053 |      |
| (Standort) | Siedlung der Bronze-, Hallstatt- und Latènezeit. | D-2-7343-0054 |      |
| (Standort) | Siedlung der Stichbandkeramik, der Urnenfelder-, Hallstattzeit- und Latènezeit. | D-2-7343-0055 |      |
| (Standort) | Siedlung der Linear- und Stichbandkeramik, der Münchshöfener Gruppe und der Latènezeit. Verebnetes Grabenwerk vorgeschichtlicher Zeitstellung. | D-2-7343-0056 |      |
| (Standort) | Siedlung der mittleren Bronzezeit. | D-2-7343-0057 |      |
| (Standort) | Grabhügel vorgeschichtlicher Zeitstellung, u. a. der Hallstattzeit. | D-2-7343-0058 |      |
| (Standort) | Verebnete Grabhügel vorgeschichtlicher Zeitstellung. | D-2-7343-0059 |      |
| (Standort) | Verebnete Grabhügel vorgeschichtlicher Zeitstellung. | D-2-7343-0060 |      |
| (Standort) | Siedlung der Linear- und Stichbandkeramik, der Gruppe Oberlauterbach, der Münchshöfener Gruppe, der Bronze-, Urnenfelder-, Hallstatt- und Latènezeit, der mittleren römischen Kaiserzeit und des Mittelalters. Grabenwerke der Hallstatt- und Latènezeit. Bestattungsplatz der Münchshöfener Gruppe. Verebnete Grabhügel der Hallstattzeit. Körpergräber vor- und frühgeschichtlicher Zeitstellung.                                                | D-2-7343-0061 |      |
| (Standort) | Siedlung des Mittel- bis Jungneolithikums. | D-2-7343-0062 |      |
| (Standort) | Siedlung der Stichbandkeramik. | D-2-7343-0063 |      |
| (Standort) | Siedlung des Alt- und Mittelneolithikums, der Münchshöfener Gruppe, der Bronze-, Hallstatt- und Latènezeit. | D-2-7343-0064 |      |
| (Standort) | Siedlung der Linearbandkeramik, des Endneolithikums, der mittleren Bronzezeit, der Urnenfelder- und Latènezeit. | D-2-7343-0065 |      |
| (Standort) | Siedlung vor- und frühgeschichtlicher Zeitstellung. | D-2-7343-0066 |      |
| (Standort) | Grabhügel vorgeschichtlicher Zeitstellung. | D-2-7343-0067 |      |
| (Standort) | Grabhügel vorgeschichtlicher Zeitstellung. | D-2-7343-0068 |      |
| (Standort) | Verebnete Grabhügel vorgeschichtlicher Zeitstellung. | D-2-7343-0070 |      |
| (Standort) | Grabhügel vorgeschichtlicher Zeitstellung. | D-2-7343-0071 |      |
| (Standort) | Siedlung der Urnenfelderzeit. | D-2-7343-0072 |      |
| (Standort) | Siedlung der Bronze- und Latènezeit. | D-2-7343-0073 |      |
| (Standort) | Siedlung vor- und frühgeschichtlicher Zeitstellung und verebnete vorgeschichtliche Grabhügel, zum Teil mit Kreisgräben. | D-2-7343-0075 |      |
| (Standort) | Verebnetes viereckiges Grabenwerk der Hallstattzeit mit zwei Gräben. | D-2-7343-0076 |      |
| (Standort) | Siedlung vor- und frühgeschichtlicher Zeitstellung. | D-2-7343-0077 |      |
| (Standort) | Siedlung vor- und frühgeschichtlicher Zeitstellung. | D-2-7343-0078 |      |
| (Standort) | Verebnetes Grabenwerk und verebneter Kreisgraben vor- und frühgeschichtlicher Zeitstellung. | D-2-7343-0080 |      |
| (Standort) | Siedlung vor- und frühgeschichtlicher Zeitstellung. | D-2-7343-0081 |      |
| (Standort) | Bestattungsplatz vor- und frühgeschichtlicher oder mittelalterlich-frühneuzeitlicher Zeitstellung. | D-2-7343-0082 |      |
| (Standort) | Siedlung vor- und frühgeschichtlicher Zeitstellung. | D-2-7343-0083 |      |
| (Standort) | Siedlung vor- und frühgeschichtlicher Zeitstellung. | D-2-7343-0084 |      |
| (Standort) | Verebnete Grabhügel vorgeschichtlicher Zeitstellung. | D-2-7343-0085 |      |
| (Standort) | Verebnete Grabhügel vorgeschichtlicher Zeitstellung. | D-2-7343-0086 |      |
| (Standort) | Verebnete vorgeschichtliche Grabhügel und Siedlung vor- und frühgeschichtlicher Zeitstellung. | D-2-7343-0087 |      |
| (Standort) | Verebneter vorgeschichtlicher Grabhügel bzw. Siedlung vor- und frühgeschichtlicher Zeitstellung. | D-2-7343-0088 |      |
| (Standort) | Verebnete Grabhügel vorgeschichtlicher Zeitstellung. | D-2-7343-0090 |      |
| (Standort) | Siedlung vor- und frühgeschichtlicher Zeitstellung. | D-2-7343-0091 |      |
| (Standort) | Verebnete Grabhügel vorgeschichtlicher Zeitstellung. | D-2-7343-0092 |      |
| (Standort) | Verebnete Grabhügel vorgeschichtlicher Zeitstellung. | D-2-7343-0093 |      |
| (Standort) | Verebnetes viereckiges Grabenwerk vor- und frühgeschichtlicher Zeitstellung und verebnete vorgeschichtliche Grabhügel. | D-2-7343-0094 |      |
| (Standort) | Verebnete Grabhügel vorgeschichtlicher Zeitstellung. | D-2-7343-0095 |      |
| (Standort) | Verebnete Grabhügel vorgeschichtlicher Zeitstellung. | D-2-7343-0096 |      |
| (Standort) | Siedlung vor- und frühgeschichtlicher Zeitstellung. | D-2-7343-0097 |      |
| (Standort) | Siedlung vorgeschichtlicher Zeitstellung. | D-2-7343-0098 |      |
| (Standort) | Siedlung der Linear- und Stichbandkeramik, der Altheimer Gruppe und der Bronzezeit. | D-2-7343-0099 |      |
| (Standort) | Siedlung und verebnetes viereckiges Grabenwerk mit zwei Gräben der Hallstattzeit. Siedlung des Neolithikums, der Latènezeit und des frühen Mittelalters. | D-2-7343-0100 |      |
| (Standort) | Verebnetes viereckiges Grabenwerk vor- und frühgeschichtlicher oder mittelalterlicher Zeitstellung. | D-2-7343-0101 |      |
| (Standort) | Verebnetes viereckiges Grabenwerk vor- und frühgeschichtlicher Zeitstellung, wohl Viereckschanze der späten Latènezeit. | D-2-7343-0103 |      |
| (Standort) | Verebnetes viereckiges Grabenwerk vor- und frühgeschichtlicher Zeitstellung, wohl Viereckschanze der späten Latènezeit. | D-2-7343-0104 |      |
| (Standort) | Siedlung der späten Urnenfelder- bzw. frühen Hallstattzeit. | D-2-7343-0109 |      |
| (Standort) | Siedlung vor- und frühgeschichtlicher oder mittelalterlich-frühneuzeitlicher Zeitstellung. | D-2-7343-0110 |      |
| (Standort) | Verebnete Grabhügel vorgeschichtlicher Zeitstellung. | D-2-7343-0112 |      |
| (Standort) | Verebnete Grabhügel vorgeschichtlicher Zeitstellung. | D-2-7343-0113 |      |
| (Standort) | Verebnete Grabhügel vorgeschichtlicher Zeitstellung. | D-2-7343-0114 |      |
| (Standort) | Siedlung vor- und frühgeschichtlicher Zeitstellung. | D-2-7343-0373 |      |
| (Standort) | Untertägige Befunde des Mittelalters und der frühen Neuzeit im Bereich der katholischen Pfarrkirche St. Laurentius mit zugehörigem, ummauerten Friedhof in Dornach, darunter die Spuren von Vorgängerbauten bzw. älteren Bauphasen. | D-2-7343-0374 |      |
| (Standort) | Siedlung vor- und frühgeschichtlicher Zeitstellung. | D-2-7343-0375 |      |
| (Standort) | Siedlung vor- und frühgeschichtlicher Zeitstellung. | D-2-7343-0376 |      |
| (Standort) | Untertägige Befunde des Mittelalters und der frühen Neuzeit im Bereich der katholischen Kirche Hl. Kreuzauffindung mit Pestfriedhof in Reichstorf, darunter die Spuren von Vorgängerbauten bzw. älteren Bauphasen. | D-2-7343-0434 |      |
| (Standort) | Untertägige Befunde des Mittelalters und der frühen Neuzeit im Bereich des abgegangenen befestigten Hofmarkschlosses in Reichstorf. | D-2-7343-0435 |      |
| (Standort) | Siedlung der Linearbandkeramik. | D-2-7343-0436 |      |
| (Standort) | Untertägige Befunde des Mittelalters und der frühen Neuzeit im Bereich der katholischen Pfarrkirche Mariä Himmelfahrt mit zugehörigem, ummauerten Friedhof in Hartkirchen, darunter die Spuren von Vorgängerbauten bzw. älteren Bauphasen. | D-2-7343-0439 |      |
| (Standort) | Untertägige Befunde der frühen Neuzeit im Bereich einer Wegkapelle bei Ölling. | D-2-7343-0443 |      |
| (Standort) | Untertägige Befunde des Mittelalters und der frühen Neuzeit im Bereich der katholischen Kirche St. Stephan mit zugehörigem, ummauerten Friedhof in Kröhstorf, darunter die Spuren von Vorgängerbauten bzw. älteren Bauphasen. | D-2-7343-0449 |      |
| (Standort) | Untertägige Befunde des Mittelalters und der frühen Neuzeit im Bereich der katholischen Kirche St. Nikolaus mit zugehörigem, ummauerten Friedhof in Perbing, darunter die Spuren von Vorgängerbauten bzw. älteren Bauphasen. | D-2-7343-0452 |      |
| (Standort) | Untertägige Befunde des Mittelalters und der frühen Neuzeit im Bereich von Schloss Adldorf mit zugehörigen Wirtschaftsgebäuden, darunter die Spuren von Vorgängerbauten bzw. älteren Bauphasen. | D-2-7343-0455 |      |
| (Standort) | Untertägige Befunde des Mittelalters und der frühen Neuzeit im Bereich der katholischen Pfarrkirche Mariä Empfängnis mit zugehörigem, ummauerten, aufgelassenen Friedhof in Adldorf, darunter die Spuren von Vorgängerbauten bzw. älteren Bauphasen. | D-2-7343-0456 |      |
| (Standort) | Untertägige Befunde des Mittelalters und der frühen Neuzeit im Bereich der katholischen Pfarrkirche St. Martin mit zugehörigem, ummauerten, aufgelassenen Friedhof in Eichendorf, darunter die Spuren von Vorgängerbauten bzw. älteren Bauphasen. | D-2-7343-0461 |      |
| (Standort) | Untertägige Befunde der frühen Neuzeit im Bereich der sog. Holzkapelle in Kellerhäuser, darunter die Spuren von Vorgängerbauten bzw. älteren Bauphasen. | D-2-7343-0462 |      |
| (Standort) | Viereckschanze der späten Latènezeit. | D-2-7343-0481 |      |